# Kunowo (powiat stargardzki)
Kunowo (niem. Kunow an der Straße) – wieś w Polsce położona w województwie zachodniopomorskim, w powiecie stargardzkim, w gminie Kobylanka, nad Miedwiem, przy ujściu wód Rowu Kunowskiego.

## Położenie
Wieś jest położona 5 km na południowy wschód od Kobylanki (siedziby gminy) i 7 km na zachód od Stargardu (siedziby powiatu). 

## Nazwa
Nazwa ma pochodzenie słowiańskie. Co do jej charakteru wysunięto następujące hipotezy etymologiczne:
- nazwa dzierżawcza wyprowadzona od nazwy osobowej Koń przy pomocy formantu -owo,
- nazwa topograficzna wyprowadzona od nazwy pospolitej koń przy pomocy formantu -owo[3].

Nazwa niemiecka jest adaptacją fonetyczną pierwotnej nazwy słowiańskiej i występuje historycznie z wyróżnikami odróżniającymi ją od nazwy Barnimskunow, obecnie Barnim:
- Bischofs- (Biscopeskonowe, Bisschopsskonow) „biskupi” – wskazująca na przynależność wsi do bezpośredniej domeny biskupa kamieńskiego,
- an der Straße – odnosząca się do strugi Straße (dziś Rów Kunowski), lub nieistniejącego już dziś bagna o tej samej nazwie (← psł. przymiotnik *strašьnaja „straszna”)[4], wbrew etymologii ludowej tłumaczącej wyróżnik jako „przy drodze”[3].

## Historia
Wieś wchodziła w skład domeny książęcej i w drodze nadania księcia Barnima I w roku 1248 wieś przeszła na własność biskupstwa kamieńskiego - Pommersches Urkundenbuch I 368 - Cunowe. W XIII wiecznych dokumentach odnotowano jej istnienie pod nazwą Kunowo Biskupie. W 1642 roku Joachim Meinecke założył majątek, który w XIX wieku stał się folwarkiem.
W latach 1975–1998 miejscowość należała administracyjnie do województwa szczecińskiego.

## Zabytki
- kościół z XV wieku pw. Matki Boskiej Królowej Polski;
- dwór z XIX wieku, w części frontowej kryty dachem naczółkowym, obok zabudowania folwarczne[6].